# Alexandre Barrabé
Pour les articles homonymes, voir Barrabé.
Alexandre Barrabé, né le 20 décembre 1816 à Athis-de-l'Orne, mort le 19 mai 1897 à Rouen, fut maire de Rouen de 1876 à 1881.

## Biographie
Licencié en droit en août 1840, Alexandre Barrabé est notaire à Ségrie-Fontaine de 1842 à 1849 puis à Elbeuf de 1849 à 1863. Il est élu au conseil municipal de Rouen en août 1870 et nommé adjoint au maire en septembre 1870. Dans la nuit du 3 au 4 décembre 1870, il organise et conduit un convoi de 4 500 kg de pain et 3 000 kg de viande pour les troupes françaises à Buchy.
Il est élu président de la Société centrale d'horticulture de la Seine-Inférieure en décembre 1872.
Il est nommé officier d'Académie en 1872 et chevalier de la Légion d'honneur en 1876.
Il demeure au no 1 rue Eau-de-Robec à Rouen.
Ses obsèques sont célébrées dans l'église Saint-Vivien et il est inhumé au cimetière monumental de Rouen (carré D6).
Le musée des beaux-arts de Rouen conserve un portrait :
- Portrait en pied d'Alexandre Barrabé, maire de Rouen de 1876 à 1881 par Alexandre-Amédée Dupuy Delaroche (1879)[2].

Le nom d'Alexandre Barrabé a été donné à une rue de Rouen dans le quartier Saint-Clément - Jardin-des-Plantes.

## Distinctions
- Officier d'académie (23 mars 1872)
- Chevalier de la Légion d'honneur (décret du 14 août 1876). Il est fait chevalier le 16 septembre 1876 par Henri Limbourg, préfet de la Seine-Inférieure.
- Officier de l'Instruction publique (arrêté du 14 juillet 1880)[3]